# Pentachaeta
Pentachaeta là một chi thực vật có hoa trong họ Cúc (Asteraceae).

## Loài
Chi Pentachaeta gồm các loài: